# Hannah Arendt (pel·lícula)
Hannah Arendt és una pel·lícula alemanya de 2012, dirigida per Margarethe von Trotta i protagonitzada per Barbara Sukowa, sobre la filòsofa i teòrica política judeo-alemanya Hannah Arendt. Zeitgeist Films s'encarrega de la seva distribució als Estats Units d'Amèrica, on es va estrenar als cinemes el 29 de maig de 2013. Ha estat doblada al català.

## Argument
El biopic sobre Hannah Arendt de la directora alemanya Margarethe von Trotta gira entorn de la resposta d'Arendt al judici de l'ex-nazi Adolf Eichmann l'any 1961 que va cobrir per la revista The New Yorker. Els seus escrits sobre el judici es va convertir en polèmics per la seva descripció d'Eichmann i dels consells jueus, així com per la introducció de l'ara famós concepte de "la banalitat del mal". La pel·lícula, que captura Arendt en un dels moments més importants de la seva vida i la seva carrera, també compta amb representacions d'altres destacats intel·lectuals, entre ells el filòsof Martin Heidegger (Klaus Pohl), la novel·lista Mary McCarthy (Janet McTeer) i l'editor William Shawn (Nicolas Woodeson).

## Repartiment
- Barbara Sukowa com a Hannah Arendt
- Janet McTeer com a Mary McCarthy
- Klaus Pohl com a Martin Heidegger
- Nicholas Woodeson com a William Shawn
- Axel Milberg com a Heinrich Blücher
- Julia Jentsch com a Lotte Köhler
- Ulrich Noethen com a Hans Jonas
- Michael Degen com a Kurt Blumenfeld
- Victoria Trauttsmansdorf com a Charlotte Beradt
- Freiderike Becht com a Hannah Arendt (jove)
- Harvey Friedman com a Thomas Miller
- Megan Gay com a Francis Wells
- Claire Johnson com a Ms. Serkin
- Gilbert Johnston com a Professor Kahn
- Tom Leik com a Jonathan Schell

## Premis
- 2012: Selecció oficial al Festival Internacional de Cinema de Toronto[6][7]
- 2012: Selecció oficial al Festival de Cinema Jueu de Nova York[8][9]